# 발타자르 후부마이어

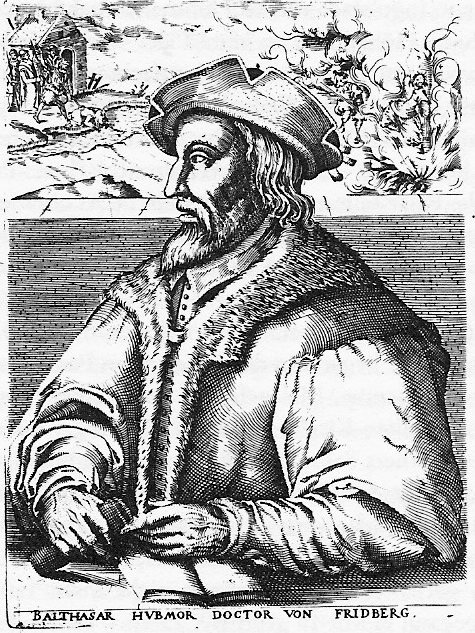
유일한 초상화로 알려진 발타자르 휘브마이어

발타자르 휘브마이어 (Balthasar Hubmaier, also Hubmair, Hubmayr, Hubmeier, Huebmör, Hubmör, Friedberger, Latin: 'Pacimontanus, c. 1480 –1528년 3월 10일)는 종교 개혁가로서 영향력있는 독일 모라비안 재세례파 지도자였다. 급진 종교 개혁의 재세례파 신학자들 가운데 가장 잘 알려져있으며 존경받는 인물이었다.

## 신학
그는 구약의 성도들이 신약의 그리스도인들과 동일하게 구원받지 않는다고 주장하였다.

## 같이 보기
- 사도신경